# Colostygia hethlandica
Colostygia hethlandica là một loài bướm đêm trong họ Geometridae.